# Alastor anomalus
Alastor anomalus är en stekelart som beskrevs av Brethes. Alastor anomalus ingår i släktet Alastor och familjen Eumenidae. Inga underarter finns listade i Catalogue of Life.